# 陈架
陈架（?—?），字汝忠，号文冈。鄙陵（今属河南省）人。明朝官员。
嘉靖十四年（1535年）進士，授礼科给事中，历官宁夏巡抚、都御史。工於詩文，“奏疏亦多迂论”。著有《文同集》。